# Burkhardt Rokahr

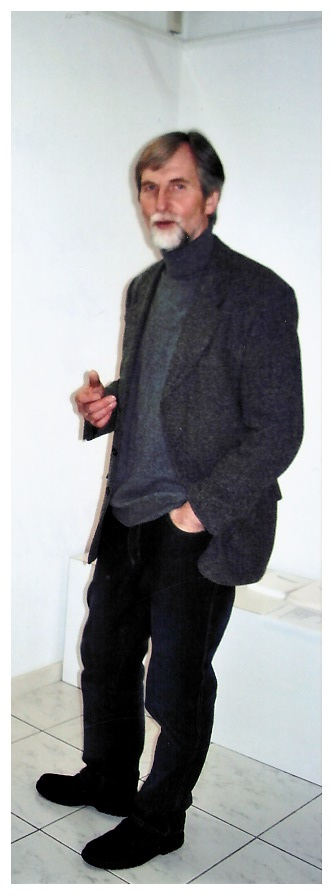
Burkhardt Rokahr (2006)

Burkhardt Rokahr (* 18. Mai 1947 in Celle) ist ein norddeutscher bildender Künstler.

## Leben
Burkhardt Rokahr wurde 1947 in Celle geboren, absolvierte an der Fachhochschule Hannover ein Designstudium und gleichzeitig ein Studium auf höheres Lehramt, das er später auch ausgeübt hat. Ab 1976 studierte er freie Malerei an der Staatlichen Hochschule für Bildende Künste Braunschweig. 1980 wurde er zum Meisterschüler von Peter Voigt ernannt. An der TU Braunschweig studierte er Kunstgeschichte und Philosophie bei den Professoren Gosebruch, Glockner, Schleier. Seit 1966 werden seine Werke in zahlreichen regionalen, überregionalen und internationalen Kunstvereinen, Museen und Galerien ausgestellt. Burkhardt Rokahr lebt und arbeitet in Wolfenbüttel. Seit 2011 besitzt das „Forum für Künstlernachlässe e.V.“ in Hamburg-Niendorf einen Kernbestand seines Gesamtwerks.

## Werk
B. Rokahr arbeitet „nicht mit Künstlerutensilien, sondern mit sogenannten einfachen Materialien wie Stoff, Papier und Holz. Diese formt er zu Gestalten seiner Gebilde und konfrontiert sie als Ensemble mit dem Raum und dessen Material: Stein“. Er formt Kasten- und Tafelbilder, durch Schnürungen gestaltete Stoffkörper oder Figuren aus Stoffbahnen und Holzlatten. Die meisten seiner „Installationen“ finden in historischen Räumen statt, meist in sakralen Bauten, wie die Ausstellungsorte (s. u.) belegen. „Neben dem Material ist Rokahr die Farbe wichtig. Er setzt sie verhalten und kraftvoll ein, damit seine Objekte zu malerischen Plastiken zwischen Ruhe und Unruhe, Schlichtheit und Fülle werden.“ „Zugrunde richten, um neu gestalten zu können,“ hieß es schon am Anfang seiner künstlerischen Laufbahn.
Die Titel vieler Werke und Installationen weisen in dieselbe Richtung: Ex Voto, Wundkörper, Vanitas, Abyssus, Pentimenti, Abriss, Nichts. Darauf angesprochen betonte Rokahr das ‚Gegeneinander von nekrophiler und biophiler Energie‘. Das trifft selbst auf seine farbenfrohen Tafelbilder wie  z. B. „Abriß II“ zu, die wie unregelmäßig abgerissene Werbetafeln in der Tradition der Affichisten wirken und doch überlegte und kreative Re-Konstruktionen sind.

## Ausstellungen

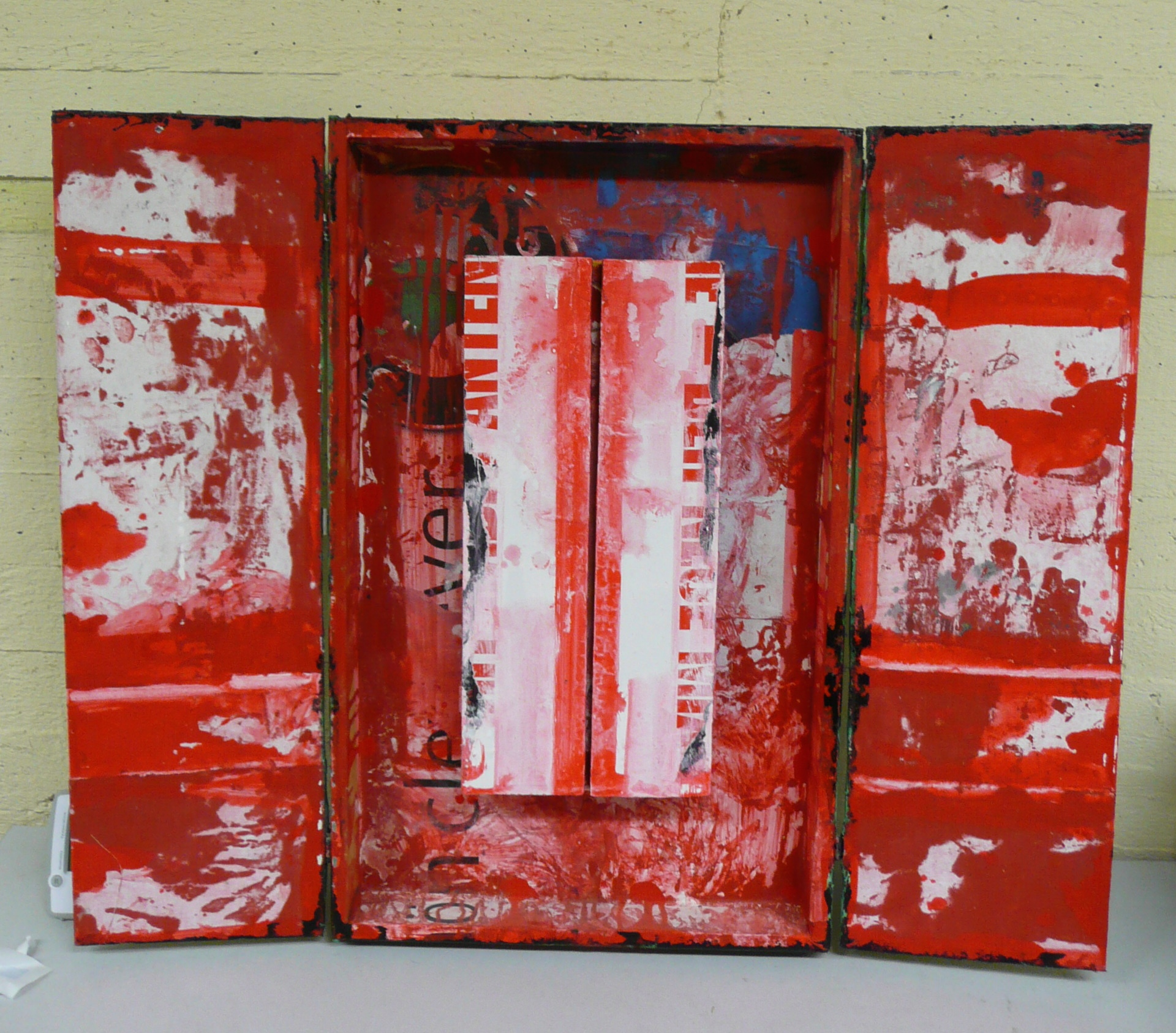
Burkhardt Rokahr „Marat II“, 2010

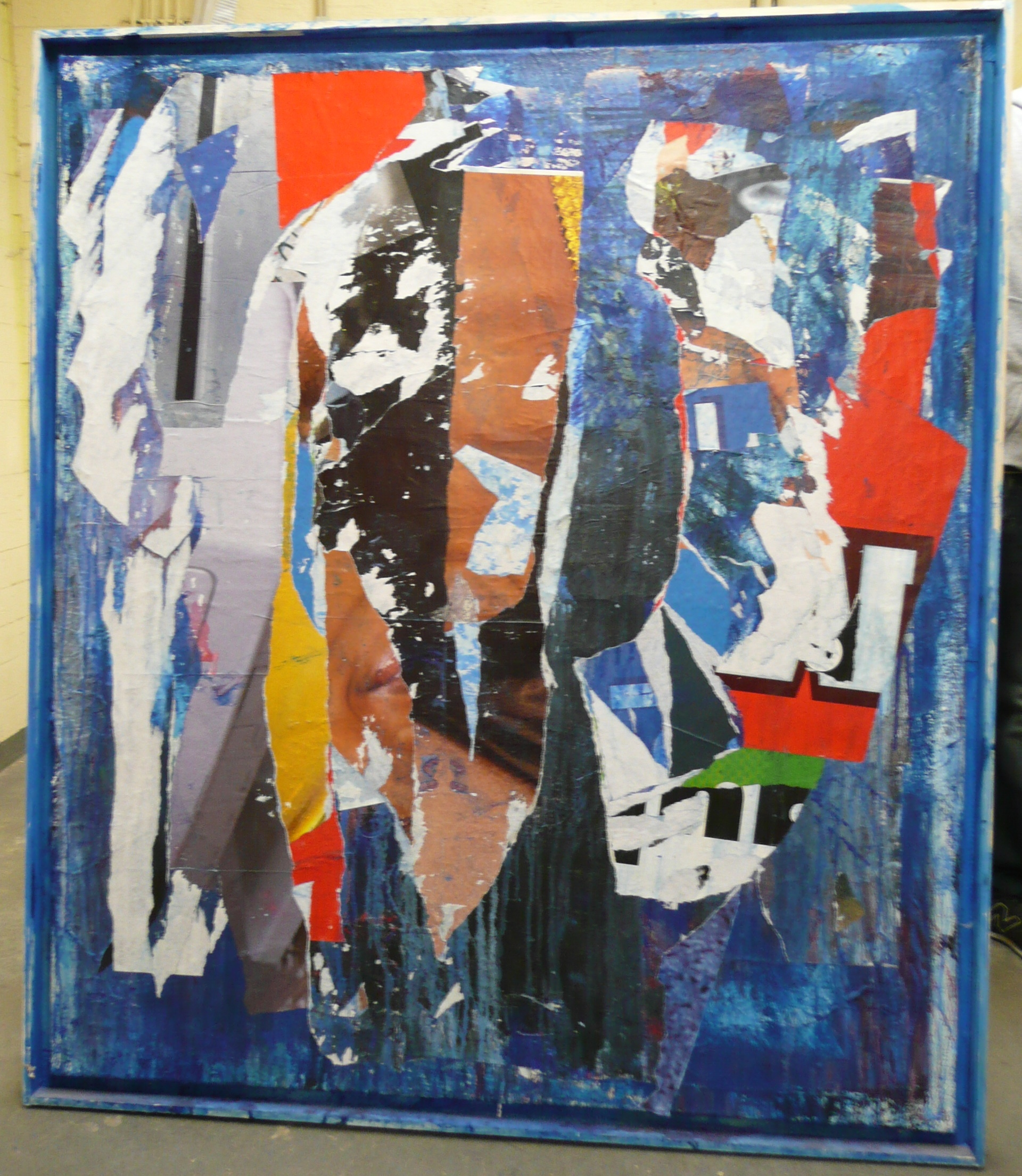
Burkhardt Rokahr „Abriß II“, 2005

- 1966 Herbstausstellung Kunstverein Hannover
- 1976 Roemer- und Pelizaeus-Museum, Hildesheim
- 1977 Kunstmuseum Arhus, Dänemark
- 1982 „Stoffwechsel K 18“, Internationale Kunstausstellung zur documenta, Kassel
- 1988 Galerie für Bildende Künste, München
- 1995 Installation VANITAS I, Historisches Rathaus Höxter
- 2000 Installation KREUZDIMENSIONEN, Kloster Michaelstein, Blankenburg
- 2003 Installation THEOPHANO, St. Blasii, Quedlinburg
- 2004 Installation GRATIA, Dom zu Magdeburg
- 2004 „mail art“, St. Patrick’s Cathedral, New York, USA
- 2006 „Pentimente“, Galerie Richter – invetro, Hannover, Kloster Corvey, Höxter
- 2010 Installation ABYSSUS, Hauptkirche Beatae Virginis, Wolfenbüttel
- 2012 Installation CONTURBO, Kaiserdom Königslutter